# Pacasmayo (tỉnh)
Tỉnh Pacasmayo (tiếng Tây Ban Nha: Provincia de Pacasmayo) là một tỉnh thuộc vùng La Libertad của Peru. Tỉnh Pacasmayo có diện tích 1127 km², dân số thời điểm theo điều tra dân số ngày 11 tháng 7 năm 1993 là 78927 người. Tỉnh lỵ đóng ở San Pedro de Lloc.